# Wilhelm Schnee
Wilhelm Schnee (* 2. Oktober 1908 in Marburg; † 21. Juni 1978) war ein deutscher Verwaltungsjurist und Landrat des Bezirks Schwaz in Tirol.

## Leben und Beruf
Nach dem Abitur nahm Schnee ein Studium der Rechtswissenschaften an der Universität in Marburg auf, das er mit dem Ersten Staatsexamen erfolgreich beendete. Anschließend folgte nach dem Referendariat das Zweite juristische Staatsexamen. Während seines Studiums war er aktiv beim Corps Irminsul, dem er bis zu seinem Tod angehörte.
Nach den Examina trat der gebürtige Hesse in den Dienst der hessischen Verwaltung, bis er 1938 an die Bezirkshauptmannschaft nach Tirol abgeordnet wurde.
Zwei Jahre später, im Jahr 1940, wurde er dort bereits zum Landrat ernannt, was er bis 1944/45 blieb.
Erst ein Jahr vor Kriegsende eingezogen, nahm er noch an den schweren Kämpfen in Oberschlesien teil und geriet nach der Kapitulation in sowjetische Gefangenschaft. Wegen einer ernsten Erkrankung wurde er 1946 entlassen und überbrückte die Nachkriegsjahre durch Tätigkeiten in Anwaltsbüros und Industrieunternehmen.
Von 1952 an gehörte er wieder der öffentlichen Verwaltung an, zuletzt als Regierungsdirektor am Bundesrechnungshof in Frankfurt a. M.
Nach der Pensionierung war Schnee noch über vier Jahre ab 1973 als Datenschutzbeauftragter an führender Stelle in der Industrie tätig – u. a. im Ausschuss für wirtschaftliche Verwaltung in Wirtschaft und öffentlicher Hand e.V. und fünf Jahre als Leiter des Arbeitskreises „Datenschutz und Datensicherung“ im AWV. Er starb an den unheilbaren Spätfolgen der Erkrankung aus der Kriegsgefangenschaft am 21. Juni 1978.